# Bernard och Bianca i Australien
Bernard och Bianca i Australien (engelska: The Rescuers Down Under) är en animerad långfilm som hade biopremiär i USA den 16 november 1990, av Walt Disney Pictures, baserad på karaktärer skapade av Margery Sharp, uppföljare till Bernard och Bianca från 1977.

## Handling
Joey, en ung pojke som bor i Australiens ödemark, gör allt för att rädda örnen Marahute från att bli tillfångatagen och dödad av tjuvskytten McLeach, men blir då själv tillfångatagen. Joey är den ende som vet var Marahutes bo ligger, men vägrar att tala om det för McLeach, som då vägrar att låta honom gå. Men den onde tjuvskytten har inte räknat med de små möss som är Joeys vänner, och dessa skickar meddelande till den internationella räddningskåren i New York, som än en gång skickar ut Bernard och Bianca på uppdrag för att rädda ett oskydligt barn från ondskans klor. Bernard har beslutat sig för att denna gång fria till Bianca, men stöter jämt och ständigt på hinder, och blir inte direkt hjälpt av att deras australiensiske guide är den charmerande ökenmusen Jake.

## Rollista (i urval)
| Figur          | Original        | Svensk röst        |
| -------------- | --------------- | ------------------ |
| Bernard        | Bob Newhart     | Hans Lindgren      |
| Bianca         | Eva Gabor       | Margareta Sjödin   |
| McLeach        | George C. Scott | Allan Svensson     |
| Wilbur         | John Candy      | Steve Kratz        |
| Jake           | Tristan Rogers  | Staffan Hallerstam |
| Joey           | Adam Ryen       | Trolle Carlsson    |
| Johanna        | Frank Welker    | Frank Welker       |
| Frank          | Wayne Robson    | Sven Erik Vikström |
| Krebbs         | Douglas Seale   | Bo Bergstrand      |
| Ed             | Peter Firth     | Jan Sjödin         |
| Faloo          | Carla Meyer     | Åsa Bjerkerot      |
| Mamma          | Carla Meyer     | Doreen Denning     |
| Francois       | Ed Gilbert      | Andreas Nilsson    |
| Betesmus       | Billy Barty     | Andreas Nilsson    |
| Sjuksköterskor | Russi Taylor    | Åsa Bjerkerot      |
| Sjuksköterskor | Russi Taylor    | Doreen Denning     |
| Doktorn        | Bernard Fox     | Carl Billquist     |
| Ordförande     | Bernard Fox     | Åke Lagergren      |

- Svensk regi - Doreen Denning
- Svensk översättning - Doreen Denning

## Svenska premiärer
- 29 november 1991 - Svensk biopremiär[3]
- 4 november 1992 - Köpvideopremiär
- juni 1999 - Nypremiär på video
- 13 november 2002 - Premiär på DVD[5]

## Mottagande
Efter succén med Den lilla sjöjungfrun 1989 trodde Disney att denna filmen också skulle göra stor succé. Filmen blev emellertid en flopp på biomarknaden vilket gjorde att Disney snabbt drog tillbaka all planerad reklam för filmen.

### Fotnoter
1. ↑  ”The Rescuers Down Under” (på engelska). Box Office Mojo. 16 november 1990. http://www.boxofficemojo.com/movies/?id=rescuersdownunder.htm. Läst 2 oktober 2016.
2. ↑  ”IMDB”. https://www.imdb.com/title/tt0100477/?ref_=nv_sr_srsg_0_tt_8_nm_0_in_0_q_the%2520rescuers%2520down. Läst 16 september 2024.
3. 1 2  ”Bernard och Bianca i Australien (1990)”. Svensk Filmdatabas. https://www.svenskfilmdatabas.se/sv/item/?type=film&itemid=20548. Läst 4 juli 2024.
4. ↑  ”Creditlista, LP Skiva, Discogs” (på engelska). 11 maj 1991. https://www.discogs.com/release/2610025-No-Artist-Bernard-Och-Bianca-I-Australien. Läst 11 maj 2025.
5. ↑  Disneyania - Bernard och Bianca i Australien Läst 4 juli 2012